# Ejvind Christensen
Ejvind Christensen (født 6. februar 1926 i Aarhus, Danmark) er en dansk tidligere roer.
Christensen deltog ved OL 1952 i Helsinki, hvor han var styrmand i den danske firer med styrmand, der blev roet af Niels Kristensen, Ove Nielsen, Peter Hansen og Bent Blach Petersen. Danskerne sluttede på tredjepladsen i det indledende heat, hvor man blev besejret af de senere bronzevindere fra USA samt Storbritannien. Herefter vandt danskerne et opsamlingsheat, inden de slutteligt kom ind på sidstepladsen i sit semifinaleheat mod Storbritannien og Norge, hvilket betød at man var ude af konkurrencen.
Christensen vandt desuden to EM-sølvmedaljer i firer med styrmand, ved henholdsvis EM 1949 og EM 1951.